# Karel Zadák
Karel Zadák es un deportista checo que compitió en triatlón. Ganó una medalla en el Campeonato Europeo de Triatlón Campo a Través de 2011, y dos medallas en el Campeonato Europeo de Xterra Triatlón en los años 2009 y 2011.

## Palmarés internacional
| Campeonato Europeo | Campeonato Europeo | Campeonato Europeo | Campeonato Europeo |
| Año                | Lugar              | Medalla            | Prueba             |
| ------------------ | ------------------ | ------------------ | ------------------ |
| 2011               | Visegrád (Hungría) | Medalla de bronce  | Individual         |

| Campeonato Europeo | Campeonato Europeo      | Campeonato Europeo | Campeonato Europeo |
| Año                | Lugar                   | Medalla            | Prueba             |
| ------------------ | ----------------------- | ------------------ | ------------------ |
| 2009               | Klopeiner See (Austria) | Medalla de plata   | Individual         |
| 2011               | Olbersdorf (Alemania)   | Medalla de bronce  | Individual         |